# Doubravice nad Svitavou (hrad)
Doubravice nad Svitavou jsou zřícenina hradu, která se nachází asi 500 metrů východně od obce Doubravice nad Svitavou. Od roku 1964 je chráněna jako kulturní památka.

## Historie
Tento hrad se poprvé připomíná roku 1255. V jeho souvislosti se objevuje jméno Holáč. Avšak, lze se domnívat, že hrad vystavěl až po roce 1293 Protiva z Doubravice, který pocházel dle erbu z rodu pánů z Vildenberka. Hrad patrně připadl odúmrtí králi, který ho před rokem 1355 daroval synům Zbyňka z Doubravice padlého roku 1331 v bitvě u Treffenu. Tento rod z Doubravice měl ve svém erbu zavinutou střelu a byl příbuzným Benešovcům. V roce 1335 se po hradu píše Ješek z Doubravice. V roce 1376 prodali bratři Ješek a Smil Doubravici s panstvím Oldřichu z Boskovic, který ji převedl na svého syna Vaňka Černohorského z Boskovic. Hrad si však Boskovicové neponechali dlouho a již roku 1391 ho koupil Ješek Puška z Kunštátu a Otaslavic. Po něm ho zdědil jeho syn Heralt Puška z Otaslavic a Doubravice, který ho prodal roku 1418 Heraltovi ze Sovince.
Heralt (Erhart) ze Sovince držel hrad za husitských válek, kdy docházelo k plenění majetku. V letech 1428-1437 se uvádí na seznamech husitské šlechty. Zemřel roku 1446 a zanechal po sobě vdovu Ofku a dvě nezletilé děti Heralta a Půtu, jímž byl poručníkem Štěpán ze Zdounek a Cimburku. Heralt ze Sovince žaloval roku 1447 Štěpána, "že hrad v Doubravici byl spálen i s penězi, obilím, moukou a se zbraněmi." Zda zanikl úplně, nebo byl ještě částečně obýván, není známo. V této době patrně došlo k výstavbě pohodlnějšího sídla v Doubravici. Půta ze Sovince a Doubravice si také v tomto období koupil hrad Holštejn a je možné, že měl dočasné sídlo tam. Doubravici zdědil jeho syn Jindřich se svými bratry, kteří však zemřeli bezdětní. Po Jindřichovi získal panství jeho syn Petr ze Sovince a Doubravice. Ten zemřel roku 1527 a jeho majetek prodal moravský zemský hejtman ve prospěch jeho nezaopatřené dcery Juliány Janovi Lhotskému za Ptení. Hrad se v této transakci uvádí jako pustý.
V dnešní době je místo hradu volně přístupné po červené turistické značce z Doubravice nad Svitavou. Hrad je zcela zarostlý porostem bez větších znaků.

## Fotogalerie

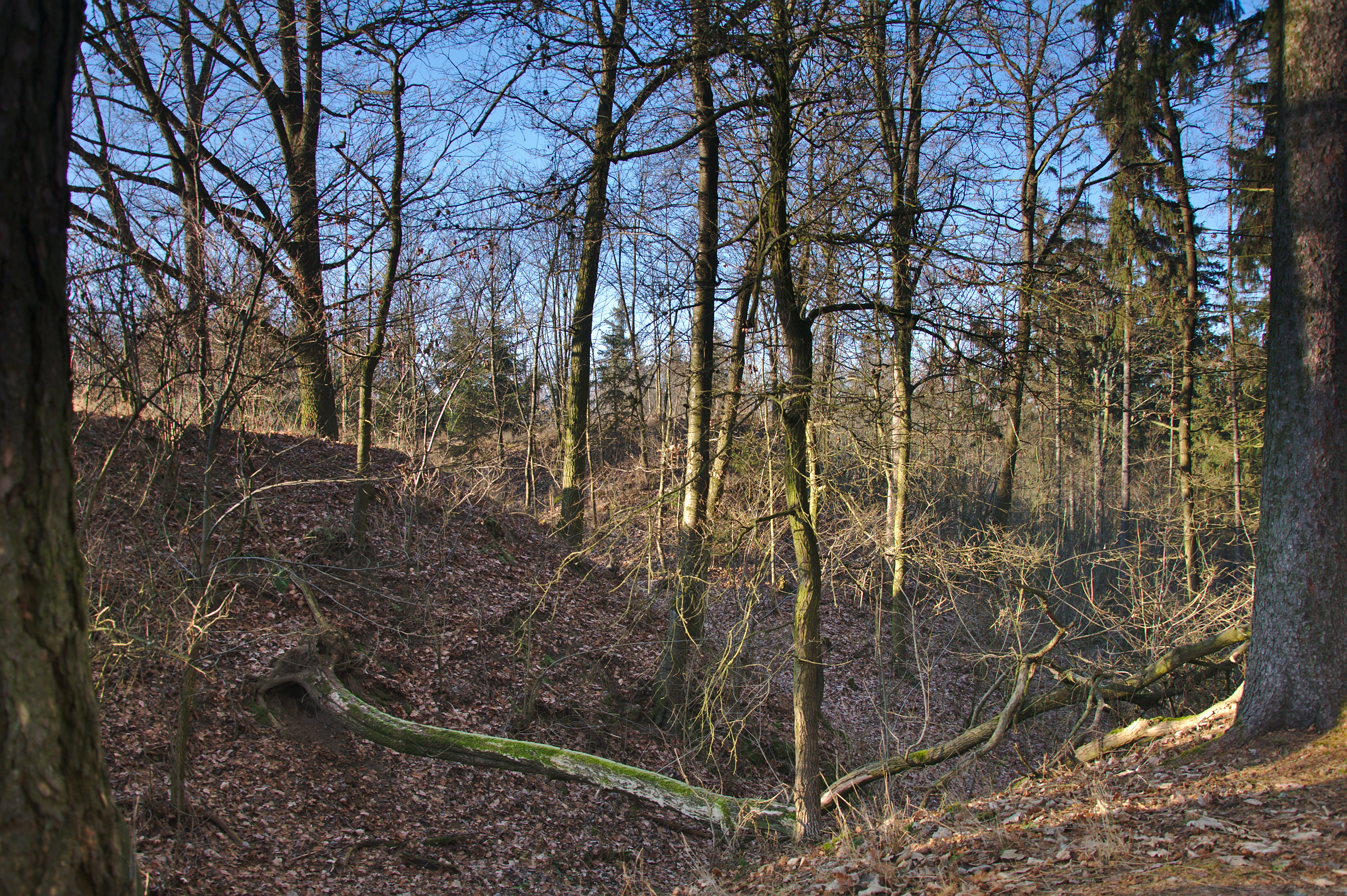
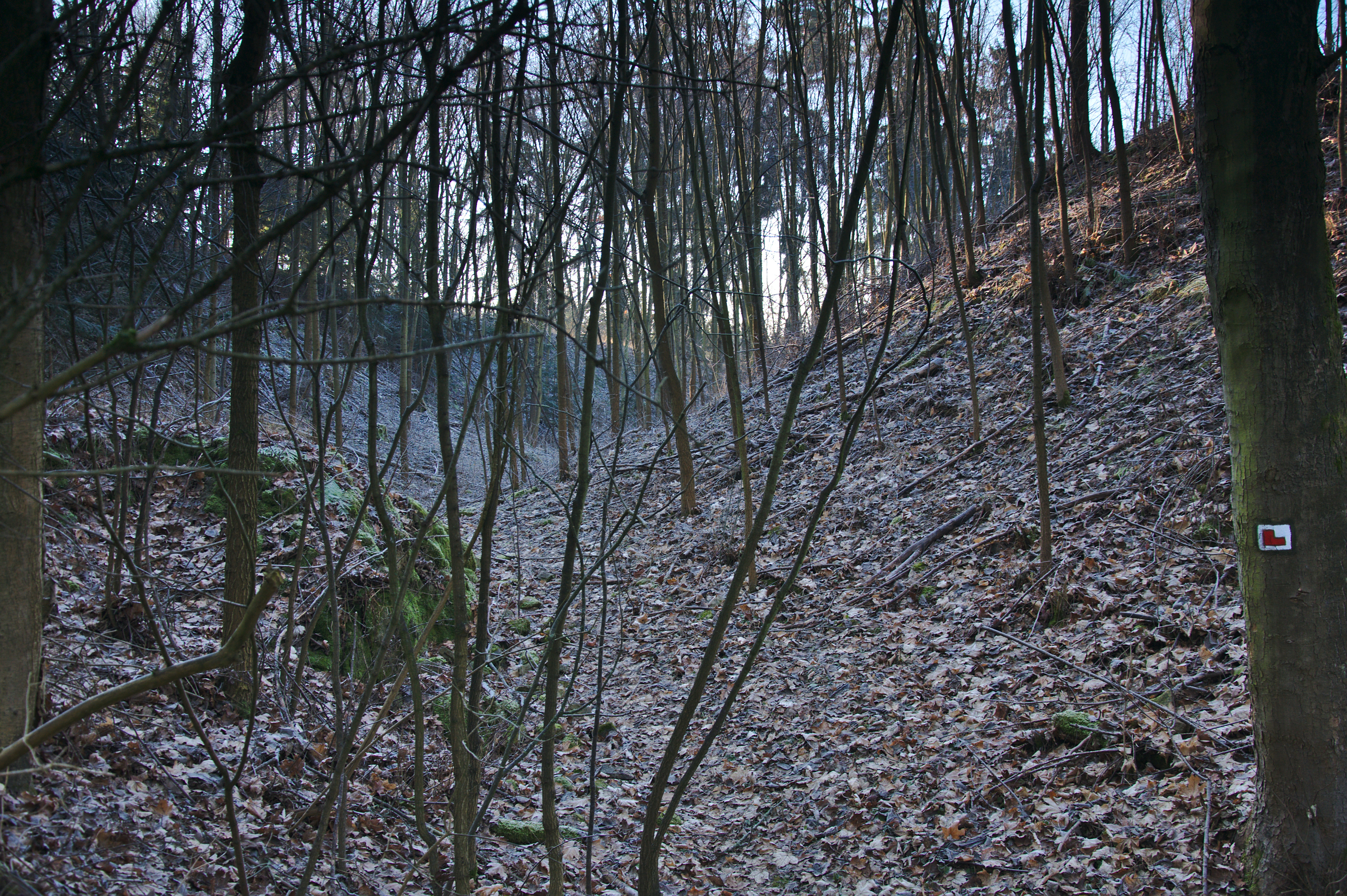
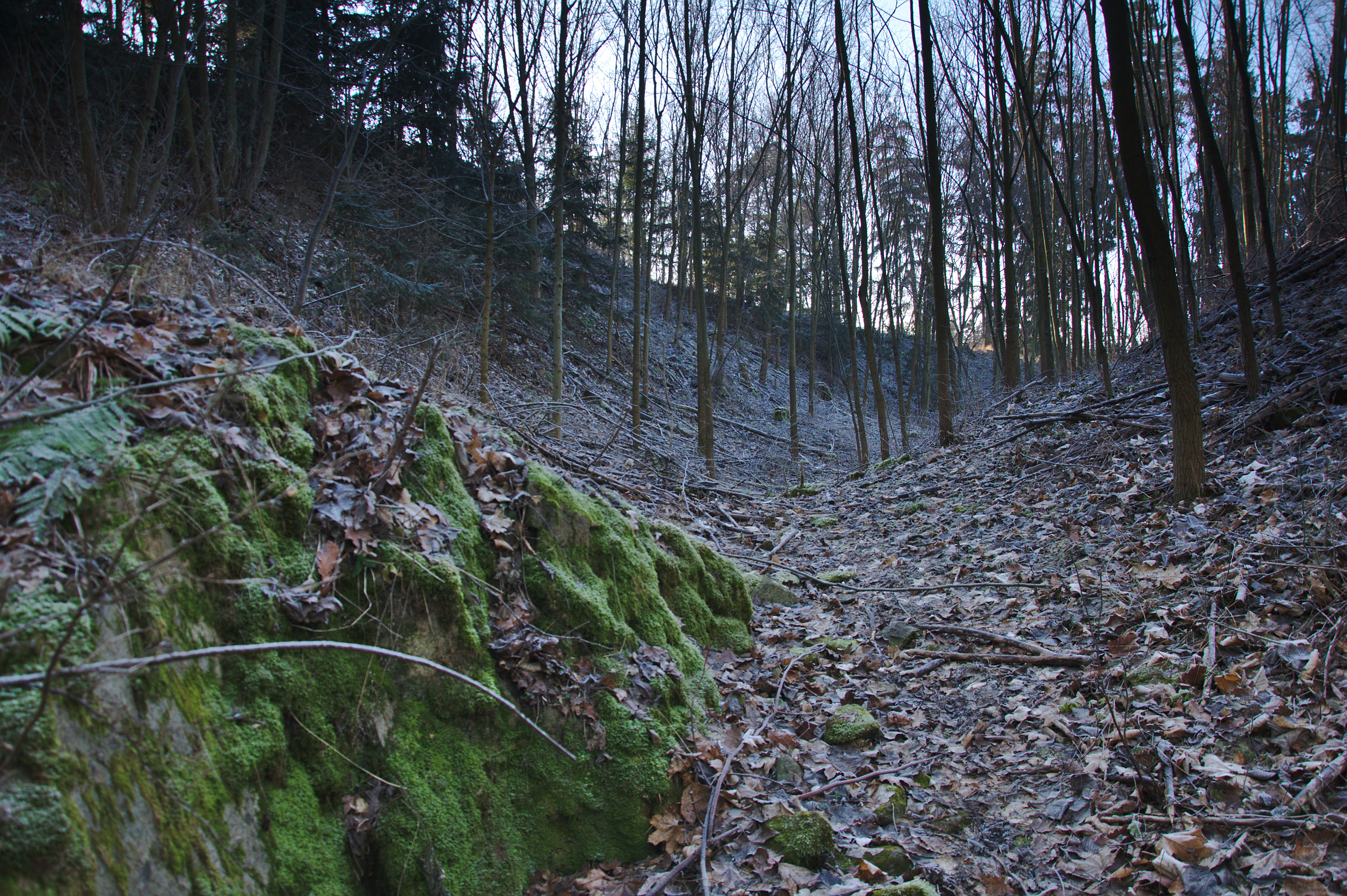
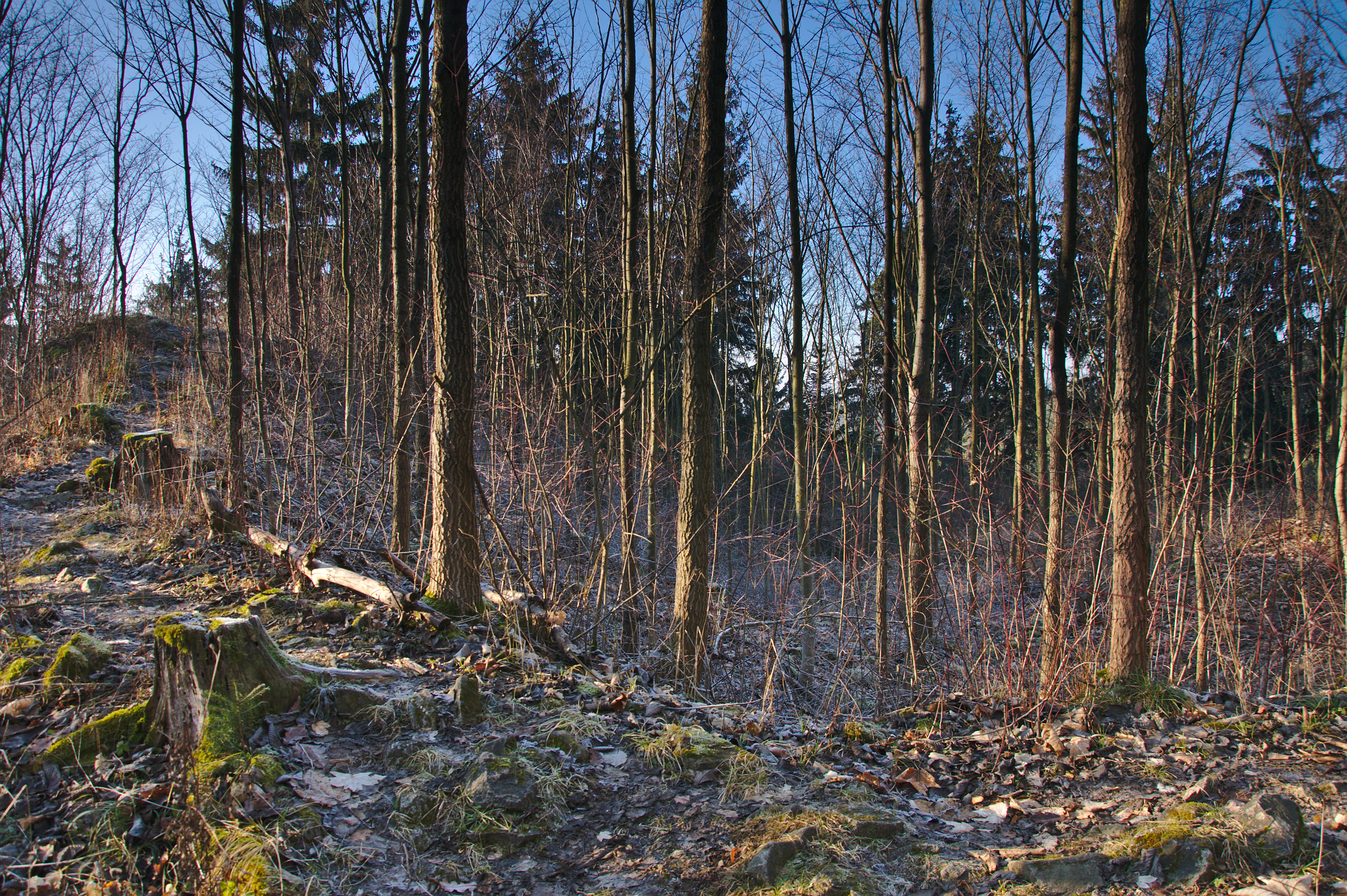
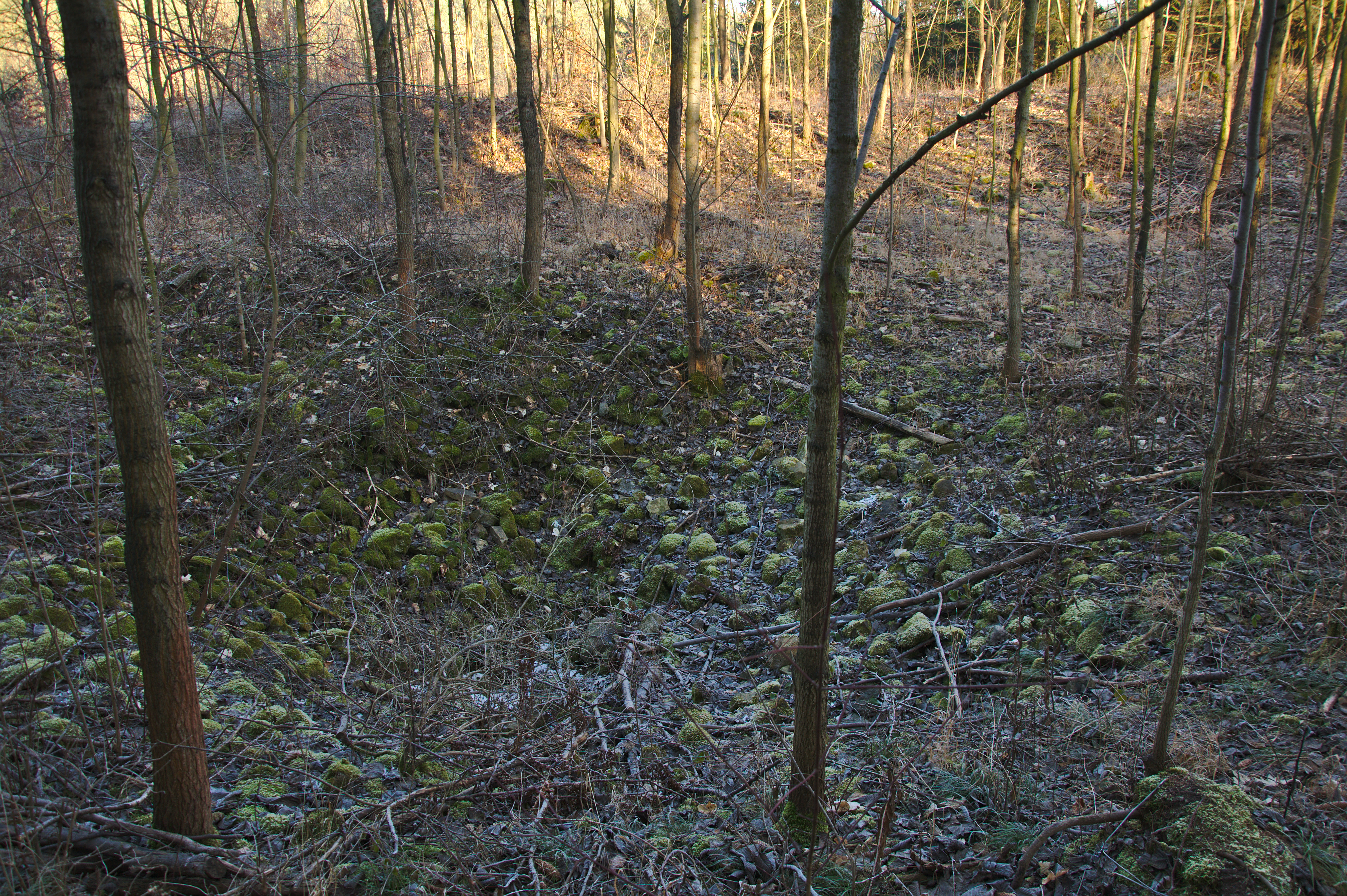
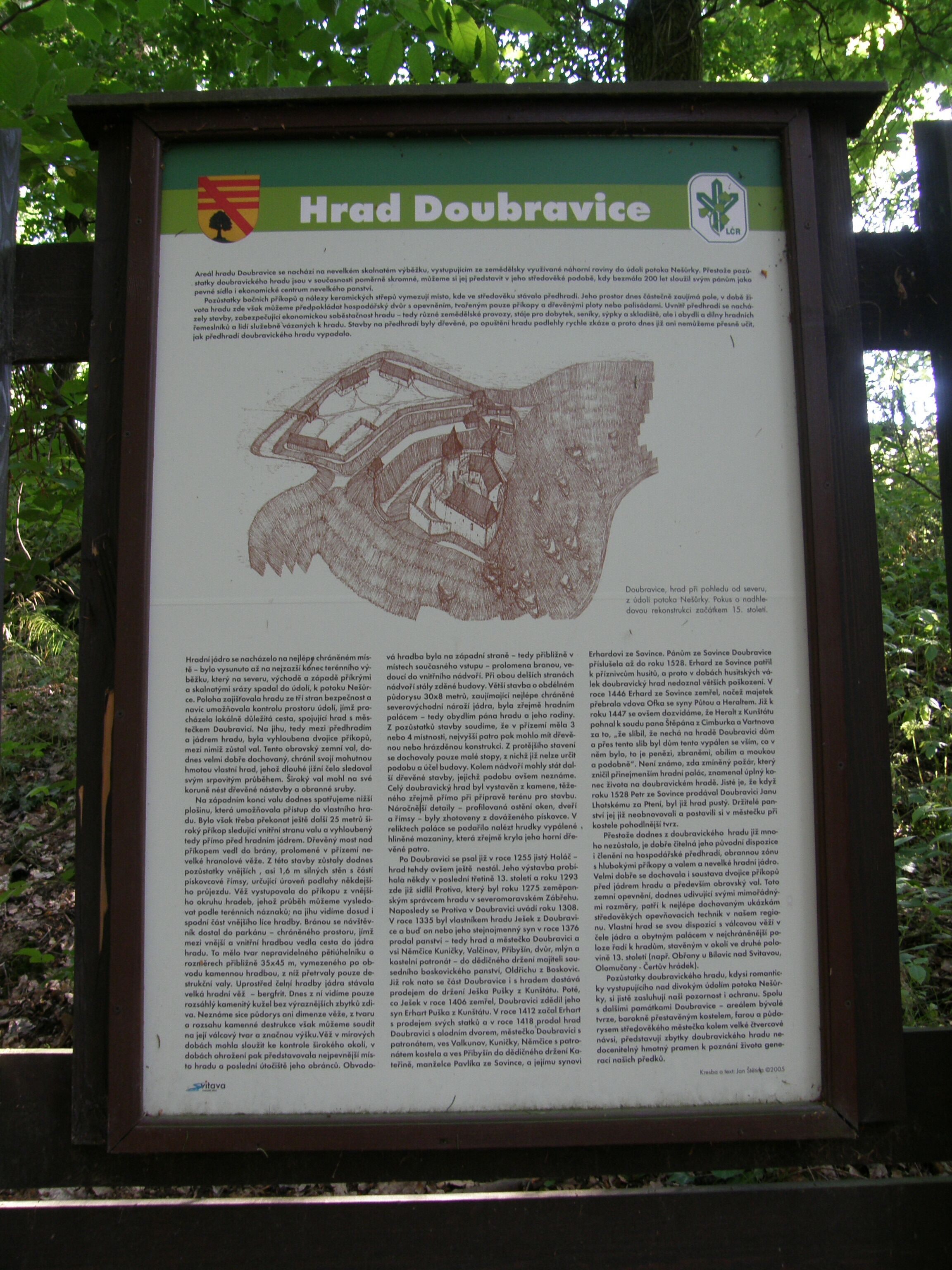
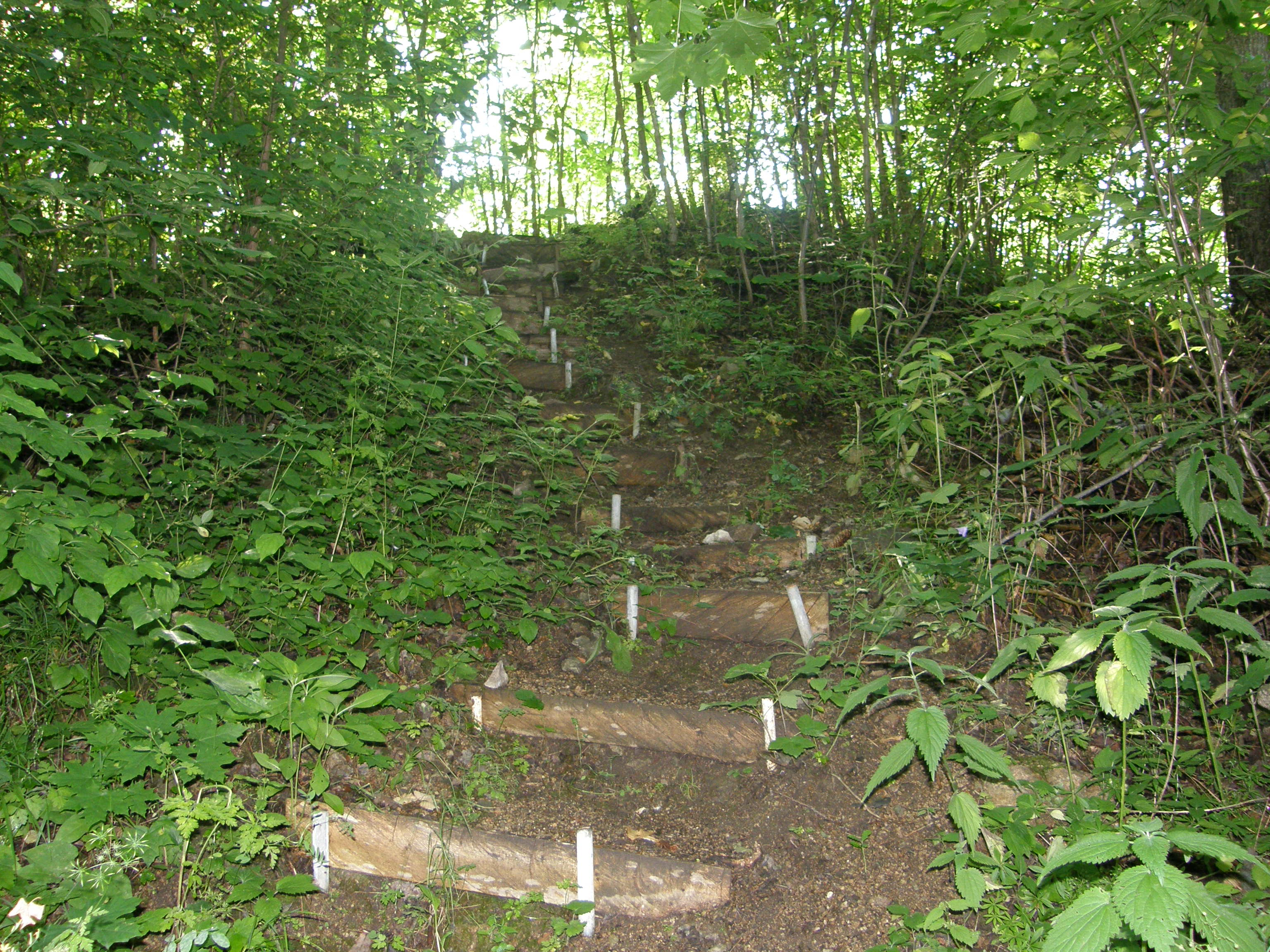